# Verkiezingen voor het Europees Parlement 2019/Kandidatenlijst/Partij voor de Dieren
De kandidatenlijst voor de Europese Parlementsverkiezingen 2019 van de lijst Partij voor de Dieren (lijstnummer 9) is na controle door de Kiesraad als volgt vastgesteld:
1. Hazekamp A.A.H. (Anja), Etterbeek (BE)
2. Wassenberg F.P. (Frank), Geleen
3. Van der Wel M.C. (Marco), Rijsbergen
4. Van Lammeren J.F.W. (Johnas), Amsterdam
5. Van der Veer L.R. (Luuk), Apeldoorn
6. Van Voorthuizen G.S.L. (Stephanie), Soest
7. Akerboom E.S. (Eva), Amsterdam
8. Van Viegen A.H.K. (Carla), Pijnacker
9. Plusquin P.S.M.L. (Pascale), Heerlen
10. Moulijn M. (Maaike), Beekbergen
11. Van Doorn M.E.C. (Michelle), Nijmegen
12. Wolswinkel S.E. (Sebastiaan), Oldeberkoop
13. Kanters M.G.W. (Matt), Boekel
14. Van Hassel F. (Falco), Born
15. Mannoesingh J.K.P. (Kelly), Nijmegen
16. Feij T. (Tim), Maastricht
17. De Wrede K. (Kirsten), Groningen
18. Vestering L. (Leonie), Almere
19. Engelen E.R., (Ewald) Amsterdam
20. Ouwehand E., (Esther) Leiden

Democraten 66 (D66) ·
CDA-Europese Volkspartij · 
PVV (Partij voor de Vrijheid) ·
VVD · 
SP (Socialistische Partij) ·
P.v.d.A./Europese Sociaaldemocraten ·
ChristenUnie-SGP ·
GROENLINKS ·
Partij voor de Dieren ·
50PLUS ·
JEZUS LEEFT ·
DENK ·
De Groenen ·
Forum voor Democratie ·
vandeRegio & Piratenpartij ·
Volt Nederland